# Aegle subflava
Aegle subflava är en fjärilsart som beskrevs av Nicolas Grigorevich Erschoff 1874. Aegle subflava ingår i släktet Aegle och familjen nattflyn. Inga underarter finns listade i Catalogue of Life.